# Glaresis arenata
Glaresis arenata är en skalbaggsart som beskrevs av Gordon 1974. Glaresis arenata ingår i släktet Glaresis och familjen Glaresidae. Inga underarter finns listade i Catalogue of Life.